# الإرث (مسلسل)
الإرث هو مسلسل مغربي من إخراج محمد أمين مونة سنة 2020، من بطولة إسماعيل أبو القناطر، ربيع القاطي، ياسين أحجام، إنصاف الزروالي، عبد اللطيف شوقي، يوسف الجندي، هاجر مصدوقي، ربيع الصقلي وغيرهم.

## قصة المسلسل
دراما إجتماعية تعالج قضايا الإرث و مايترتب عنها من تصادمات بين أفراد العائلة ، من خلال قصة الحاج عمار الرجل الغني المصاب بمرض خطير فبعد علم أبنائه بذالك يقررون التسارع من أجل السيطرة على إرث العائلة تحسبا لوفاته.